# N859 (België)
De N859 is een gewestweg in de Belgische provincie Luxemburg. Deze weg verbindt de N874 nabij Bastenaken met het Mémorial du Mardasson.
De totale lengte van de N859 bedraagt ongeveer 550 meter.

## N859a
De N859a verbindt de N859 met de weg naar Bizory. De totale lengte van de N859a bedraagt 350 meter.

## N859b
De N859b verbindt de N859 met de parking van het Mémorial du Mardasson. De totale lengte van de N859b bedraagt ongeveer 130 meter.